# HPSCHD
HPSCHD is een compositie van John Cage en prof. Lejaren Hiller, uitgebracht in 1969. HPSCHD, is de computerafkorting voor harpsichord (klavecimbel). Het muziekstuk is samengesteld uit 7 stukken geschreven voor de klavecimbel en 52 door de computer gegenereerde geluidsbanden.

## Geschiedenis
Als onderdeel van het honderdjarige bestaan van de University van Illinois werd Cage in 1967 door Hiller uitgenodigd om samen te werken aan een muziekstuk, dat gebruik maakte van computertechnologie en toevalligheden. Hiller was het hoofd van het computermuziek departement aan deze universiteit. Cage diende het idee in van HPSCHD. Voor de financiering van het project gebruikte Cage ook een commissie, gekregen van Antoinette Visher een Zwitserse klavecimbel liefhebber. In 1969 werd HPSCHD opgevoerd in de Assembly Hall van de Universiteit van Illinois.

## Analyse
Voor de partituur van HPSCHD lieten Cage zich inspireren door zijn enthousiasme in het Zen Boeddhisme en het accepteren van de toevalligheden. Het idee van Cage en Hiller was om de partituur te baseren op een traditioneel muzikaal dobbelspel, Musikalische Würfelspiel en het boek I Ching. Dit dobbelspel, populair in West-Europa tijdens de 18e eeuw en werd gebruikt om willekeurige muziek te genereren op bestaande walzen. Deze twee inspiratiebronnen werden door Hiller en zijn assistenten vertaald in een computerprogramma in de FORTRAN programmeertaal. Dit programma genereerden twee elementen voor de voorstelling. Ten eerste zeven solo stukken voor de klavecimbel die een bewerkingen waren van partituren van Mozart, Beethoven, Chopin, Schumann, Gottschalk, Busoni, Schoenberg. Deze stukken werden elk door een professionele klavecimbel solist op traditionele antieke klavecimbels uitgevoerd tijdens het evenement. Het tweede element bestond uit een productie van tal van microtonale banden die tijdens het evenement werden afgespeeld door luidsprekers die rondom het publiek waren geplaatst.
Tijdens de uitvoering in 1969 werd de gecreëerde audio omgeving ondersteund door duizenden stilstaande en bewegende beelden. Terwijl de muziek zich richten op de microkosmos van de computer richten de beelden zich op de macrokosmos.  Veel van de beelden werden geselecteerd door Ron Nameth en Calvin Sumsion. Het begon met beelden van prehistorische grot tekeningen, de vroegste ideeën van het universum, oude astronomie beelden en eindigde met films en foto's uit de NASA archieven van ruimtewandelingen en maanlandingen. 
De voorstelling was een utopische meditatie over de geschiedenis van de muziek compositie en het naoorlogse computertijdperk, beïnvloed door teksten van Marshall McLuhan en Buckminster Fuller.

## Première
Op 16 mei 1969 was de première van HPSCHD in de Assembly Hall van de Universiteit van Illinois voor een publiek van 6 000 mensen. David Tudor, Antoinette Vischer, William Brooks, Ronald Peters, Yuji Takahshi, Neely Bruce en Philip Corner bespeelden de zeven aanwezigen klavecimbels. De geluiden van de klavecimbel werden opgevangen en versterkt afgespeeld. 52 monotape spelers speelden 208 verschillende met de computer gegenereerde geluiden af. 6400 dia's en 40 films werden op rechthoekige schermen en een 100 meter rond scherm geprojecteerd. De vijf uur durende presentatie was niet bedoeld als een statische gebeurtenis, maar als een hypnotische omgeving waar het publiek werd aangemoedigd zich door de ruimte te begeven.